# Легенда Карпат
«Легенда Карпат» (укр. Легенда Карпат, англ. Legends of Carpathians) — украинский приключенческий исторический фильм, снятый Сергеем Скобуном. Фильм рассказывает о вожде освободительного движения карпатских опришков в XVIII веке Олексе Довбуше. Сначала выход ленты в украинский прокат планировали на декабрь 2017 года, но впоследствии режиссёр Сергей Скобун сообщил в октябре 2017 года, что картина выйдет ориентировочно в апреле 2018 от дистрибьюторской компании UFD.
В широкий украинский прокат лента вышла 29 марта 2018 года.. Рабочее название — «Олекса Довбуш: Легенда Карпат».

## В главных ролях
- Валерий Харчишин — Олекса Довбуш
- Мария Яремчук — любимая Довбуша
- Михаил Грицкан — дядя Олексы Довбуша
- Богдан Ластивка — пан Пшелуцкий
- Захарий Новицкий — пан Тишкивский
- Александр Кошара — Иван Довбуш
- Александр Малайко — Василий Орфенюк
- Юрий Марчак — Отец Марички
- Анатолий Чумаченко — Мольфар
- Надежда Бокатуро — Надежда
- Анна Стерликова — Анна
- Ольга Скобун — Одарочка
- Василий Угрин — Священник
- Дмитрий Рудый — Аист
- Александр и Юрий Скобун — Близнецы Джимиджуки
- Сергей Ахременко — Андрей Лавров
- Александр Скобун — юноша-разбойник
- Василий Козьма — Танасович
- Сергей Харченко — Лелет
- Григорий Руденко-Краевский — Кукушка
- Сергей Лефор — Господин Кульчицкий

## Производство
Сначала «Легенду Карпат» анонсировали как телевизионный сериал, работа и подготовка к съёмкам которого начались осенью 2014 года Первые съёмки телесериала прошли в 2015 году.
В августе 2017 стало известно, что вместо сериала создадут художественный фильм для кинопроката.

## Бюджет
Фильм снимали без государственного финансирования от Госкино. Бюджет картины составил 4,5 миллиона гривен.

## Саундтрек
Группа «Друга Ріка» с участием Национального академического оркестра народных инструментов записала песню «Кто, если не ты?» в новой обработке, специально для фильма «Легенда Карпат».

## Релиз
В мае 2017 года стало известно, что в рамках 70-го Каннского международного кинофестиваля, который 17 мая стартовал во Франции, представили трейлер и фрагмент экшн-фильма «Легенда Карпат».
Фильм впервые стал доступен 14 февраля 2018 года на VOD платформе Google Play для зрителей Южной Кореи. Фильм для Южной Кореи шёл под названием «라스트 로빈후드» (Последний Робин Гуд).
В широкий украинский прокат лента вышла 29 марта 2018 года.
Также лента была представлена в Англии и США на открытых просмотрах. Сеансы собрали полные залы украинских и зарубежных зрителей.

## Кассовые сборы
За первый уикенд лента собрала на Украине 884 тыс. гривен ($34 тыс.), в кинотеатрах фильм посмотрело почти 11 тысяч зрителей.
В общем, за три недели проката на Украине фильм посмотрело 19,3 тысячи зрителей, а кассовые сборы составили 1,6 млн гривен.
Кассовые сборы ленты в международном прокате по состоянию на 2 мая 2018-го составляли 121 тыс. $.

## Критика
Лента получила много положительных отзывов и благодарностей. Владимир Килинич, исполнительный директор ОО «Буковинская кино комиссия» считает, что «Легенда Карпат» — это безусловный старт современного буковинского кинопроизводства. Также лента получила благодарность от Генерального Посольства Украины в Великобритании.
Глава украинского правительства Владимир Гройсман заявил, что в 2017 году на Украине было снято десятки новых, качественных и интересных фильмов. В частности, отметил киноленту «Легенда Карпат», снятую режиссёром из Черновцов Сергеем Скобуном. Об этом глава украинского правительства написал в социальной сети Facebook.

## Награды и номинации
| Список наград и номинаций            | Список наград и номинаций | Список наград и номинаций                      | Список наград и номинаций | Список наград и номинаций | Список наград и номинаций |
| Кинопремия                           | Дата церемонии            | Категория                                      | Номинант(ы)               | Результат                 | Прим                      |
| ------------------------------------ | ------------------------- | ---------------------------------------------- | ------------------------- | ------------------------- | ------------------------- |
| Marbella International Film Festival | 2017                      | Лучший полнометражный фильм                    | Легенда Карпат            | Номинация                 | [ 23 ]                    |
| Коронація слова                      | 2016                      | Специальная награда от Одесского Кинофестиваля | Легенда Карпат            | Победа                    | [ 24 ]                    |

## Благодарности
| Благодарности | Дата | Источник |
| --- | ---- | -------- |
| Благодарность от председателя Комитета по вопросам культуры и духовности Верховной Рады Украины Николая Княжицкого за весомый вклад в развитие культуры и искусства. | 2018 | [ 25 ]   |
| Благодарность от управления СБУ в Черновцах за весомый вклад в дело возрождения национальной духовности и сохранение исторического наследия украинского народа.      | 2018 | [ 26 ]   |
| Благодарность от Ассоциации Украинцев Великобритании. | 2018 | [ 27 ]   |
| Благодарность от Ассоциации Украинцев на Канарских островах. | 2018 | [ 28 ]   |
| Благодарность конгресса украинцев в Канаде. | 2018 | [ 29 ]   |